# کالائورا
کالائورا (به اسپانیایی: Calahorra) یک دهستان در اسپانیا است که در استان لاریوحا واقع شده‌است. کالائورا ۹۳٫۵۷ کیلومتر مربع مساحت و ۲۴٬۷۸۷ نفر جمعیت دارد و ۳۵۸ متر بالاتر از سطح دریا واقع شده‌است.

## خواهرخوانده
شهرهای Monte Compatri و Caussade خواهرخوانده‌های کالائورا هستند.